# دونالد آر بليك
دونالد آر بليك Donald R. Blake كيميائي أمريكي يعمل حاليًا أستاذًا متميزًا في جامعة كاليفورنيا في إيرفين وزميل منتخب في الجمعية الأمريكية لتقدم العلوم والاتحاد الجيوفيزيائي الأمريكي .    نال جائزة تولمان عام 2021